# Mikhail Krasnov
Mikhail Krasnov (Sarátov, Unión Soviética, 6 de agosto de 1978) es un economista, profesor, y político Colombiano, de origen ruso y naturalizado como Colombiano por Adopción, elegido como alcalde durante el periodo 2024-2027 de la ciudad de Tunja, Colombia con el aval del partido La Fuerza de la Paz con 27.000 votos.

## Biografía
Nació en la ciudad de Sarátov en la antigua Unión Soviética, hijo de padre ruso y madre ucraniana.
Luego de graduarse de bachiller en 1995, realizó estudios en ciencias económicas y administración agropecuaria en la Universidad Estatal de Agricultura de Sarátov
Cuenta con cuatro maestrías, una en relaciones internacionales y otra en sociología, ambas de la Universidad Estatal de Sarátov, una tercera en economía y otra en Pedagogía por la Universidad Estatal de Agricultura de Sarátov, además de una especialización en economía campesina por la misma universidad.
Siendo estudiante de la Universidad Humboldt de Berlín optó por un intercambio con la Universidad Pedagógica y Tecnológica de Colombia de Tunja, en la cual posteriormente se convertiría en docente. Ha sido igualmente conferencista en eventos internacionales de derechos humanos.
El 27 de diciembre de 2023 se convirtió en el primer alcalde colombiano de origen extranjero de esa ciudad.

## Alcaldía de Tunja
Krasnov recogió 32 mil firmas para su candidatura como Alcalde de Tunja.[cita requerida]
Krasnov fue invitado al partido La Fuerza de la Paz. El resultado de la elección fue la victoria de Mikhail Krasnov con 27.330 votos y el 31,53 %, seguido por John Ernesto Carrero Villamil de la Coalición John Carrero con 18.785 votos y el 21,67 %.

La elección de Krasnov como alcalde fue demandada ante el Tribunal Administrativo de Boyacá, se señaló que Krasnov y la vicerrectoría de Investigaciones y Extensión de la Universidad Pedagógica y Tecnológica de Colombia habrían suscrito un contrato por 8.129.000 pesos en diciembre de 2022, lo cual según la demanda sería contrario al numeral tercero del artículo 37 de la Ley 617 del 2000, que advierte de las inhabilidades para celebrar este tipo de acuerdos con entidad pública de manera directa, un año antes de la elección.   Lleva otra demanda en contra por su doble nacionalidad. No es la primera vez que un alcalde en Colombia con doble nacionalidad es demandado El Tribunal Administrativo de Boyacá inadmitió las demandas el 11 de enero de 2024.